# Kanton Vernon-Sud
Vernon-Sud is een voormalig kanton van het Franse departement Eure. Het kanton maakte deel uit van het arrondissement Évreux.
Het kanton werd opgeheven bij decreet van 25 februari 2014, met uitwerking op 22 maart 2015. Vernon werd de hoofdplaats van het op die dag gevormde kanton Vernon, de overige gemeenten werden opgenomen in het kanton Pacy-sur-Eure.

## Gemeenten
Het kanton Vernon-Sud omvatte de volgende gemeenten:
- Douains
- La Heunière
- Houlbec-Cocherel
- Mercey
- Rouvray
- Saint-Vincent-des-Bois
- Vernon (deels, hoofdplaats)